# Hakodziób amerykański
Hakodziób amerykański, hakodziób (Chondrohierax uncinatus) – gatunek średniej wielkości ptaka z rodziny jastrzębiowatych (Accipitridae), zamieszkujący Amerykę Północną i Południową. Nie jest zagrożony.

## Zasięg występowania
Hakodziób amerykański występuje w zależności od podgatunku:
- C. uncinatus uncinatus – zach. Meksyk (Sinaloa) i skrajnie płd. Stany Zjednoczone (płd. Teksas) na płd. przez Amerykę Centralną, Trynidad, Gujanę i Brazylię do wsch. Peru i wsch. Boliwii, Paragwaju i płn. Argentyny.
- C. uncinatus mirus – Grenada (Małe Antyle).

## Taksonomia
Gatunek po raz pierwszy opisał w 1822 roku holenderski ornitolog Coenraad Jacob Temminck, nadając mu nazwę Falco uncinatus. Holotyp pochodził z Bahii w Brazylii. Wyróżniany podgatunek wilsonii z Kuby został wyodrębniony do rangi gatunku na bazie różnic morfologicznych i nikłych rozbieżności mtDNA, co zostało zaakceptowane w 2022 roku przez American Ornithological Society.

### Etymologia
- Chondrohierax: gr. χονδρος khondros „zgrubny”; ἱεραξ hierax, ἱερακος hierakos „jastrząb”[12].
- uncinatus: łac. uncinatus „haczykowaty”, od uncus, unci „hak”[13].

## Morfologia
Długość ciała 39–51 cm, masa ciała samców 215–277 g, samic 235–360 g, rozpiętość skrzydeł 78–98 cm. Dziób hakowaty, woskówka zielonawa, przed białymi oczami naga skóra. Samiec najczęściej szary z wierzchu, od spodu pręgowany, z 2 szerokimi jasnymi przepaskami na ogonie. Samica zwykle brązowa z wierzchu, z rdzawym kołnierzem; od spodu rdzawo pręgowana. Istnieje też odmiana melanistyczna.

## Środowisko
Wilgotne lasy nizinne i zadrzewione mokradła. Przeważnie czatuje poniżej koron drzew.

## Status
Międzynarodowa Unia Ochrony Przyrody (IUCN) uznaje hakodzioba amerykańskiego za gatunek najmniejszej troski (LC – Least Concern). W 2019 roku organizacja Partners in Flight szacowała liczebność światowej populacji na około 200 tysięcy dorosłych osobników. Trend liczebności populacji uznaje się za spadkowy.